# Subway Surfers
Subway Surfers es un videojuego de plataformas para móviles desarrollado por Kiloo, una empresa privada con sede en Dinamarca y SYBO Games. Está disponible para plataformas Microsoft Windows, Android, iOS, Kindle, y Windows Phone. Los usuarios del juego toman el papel de un adolescente vándalo, quien al ser sorprendido haciendo grafitis en una estación de tren, corren por las vías férreas para poder escapar del inspector y su perro. A medida que el vándalo corre, atrapa monedas de oro suspendidas en el aire mientras al mismo tiempo evita colisionar con los trenes y otros objetos. Las recompensas temporales, tales como la caza estacional, pueden dar lugar a un premio en el juego.
Subway Surfers fue estrenado el 24 de mayo de 2012 para iOS y el 20 de septiembre de 2012 para Android, con actualizaciones en temporadas festivas. Desde el 2 de enero de 2013, las actualizaciones se han basado en un "World Tour", que coloca el juego en una nueva ciudad cada tres o cuatro semanas.
Desde 2014 las actualizaciones no siempre aparecen nuevas ciudades o países ya que el caso de Miami 2014. El personaje Nick recibió un outfit dando entender que los personajes de edición limitada del año anterior recibirán outfits en actualizaciones futuras, pero desde Seúl de ese mismo año el personaje ya traía su outfit integrado sin tener que repetir la actualización.
En la actualización de París 2020, Kiloo abandonó el juego (Pekín 2020 fue la última actualización que la distribuyó). Entonces, quedó solo SYBO Games desarrollando y publicando el juego.
Su actualización más reciente es Grecia, y regresó el 18 de agosto de 2025. La siguiente actualización será lanzada el 4 de septiembre de 2025.